# Patinage de vitesse sur piste courte aux Jeux olympiques de la jeunesse d'hiver de 2012
Navigation
2016
Les épreuves de patinage de vitesse sur piste courte aux Jeux olympiques de la jeunesse d'hiver de 2012 ont eu lieu à la Tyrolean Ice Arena, à Innsbruck en Autriche, du 20 au 22 janvier 2012. La différence du programme des JOJ pour le patinage de vitesse sur piste courte avec les Jeux olympiques d'hiver est qu'il n'y a pas eu d'épreuve sur 1 500 mètres et de relais par genre, à la place il y a eu un relais mixte par CNO.

## Médailles

### Tableau des médailles
| Rang  | Nation       | Or | Argent | Bronze | Total |
| ----- | ------------ | -- | ------ | ------ | ----- |
| 1     | Corée du Sud | 4  | 2      | 0      | 6     |
| 2     | Chine        | 0  | 2      | 2      | 3     |
| 3     | Japon        | 0  | 0      | 1      | 1     |
| 3     | Italie       | 0  | 0      | 1      | 1     |
| Total | Total        | 4  | 4      | 4      | 6     |

### Épreuves

#### Hommes
| Épreuves                         | Or                | Or             | Argent            | Argent         | Bronze           | Bronze         |
| -------------------------------- | ----------------- | -------------- | ----------------- | -------------- | ---------------- | -------------- |
| 500 mètres résultats détaillés   | Yoon Su-min (KOR) | 42 s 417       | Lim Hyo-jun (KOR) | 42 s 482       | Xu Hongzhi (CHN) | 42 s 637       |
| 1 000 mètres résultats détaillés | Lim Hyo-jun (KOR) | 1 min 29 s 284 | Yoon Su-min (KOR) | 1 min 29 s 428 | Xu Hongzhi (CHN) | 1 min 29 s 576 |

#### Femmes
| Épreuves                         | Or                 | Or             | Argent        | Argent         | Bronze                  | Bronze         |
| -------------------------------- | ------------------ | -------------- | ------------- | -------------- | ----------------------- | -------------- |
| 500 mètres résultats détaillés   | Shim Suk-hee (KOR) | 44 s 122       | Xu Aili (CHN) | 44 s 593       | Nicole Martinelli (ITA) | 46 s 390       |
| 1 000 mètres résultats détaillés | Shim Suk-hee (KOR) | 1 min 31 s 661 | Xu Aili (CHN) | 1 min 33 s 351 | Sumire Kikuchi (JPN)    | 1 min 34 s 254 |

#### Mixte
| Épreuves                                 | Or                                                                      | Or             | Argent                                                                       | Argent         | Bronze                                                                                | Bronze         |
| ---------------------------------------- | ----------------------------------------------------------------------- | -------------- | ---------------------------------------------------------------------------- | -------------- | ------------------------------------------------------------------------------------- | -------------- |
| Relais mixte par CNO résultats détaillés | Park Jung-hyun (KOR) Lu Xiucheng (CHN) Xu Aili (CHN) Jack Burrows (GBR) | 4 min 21 s 713 | Qu Chunyu (CHN) Xu Hongzhi (CHN) Mariya Dolgopolova (UKR) Aydin Djemal (GBR) | 4 min 24 s 665 | Shim Suk-hee (KOR) Yoann Martinez (FRA) Melanie Brantner (AUT) Denis Aïrapetian (RUS) | 4 min 26 s 352 |

## Système de qualification
Chaque nation peut envoyer un maximum de 4 athlètes (2 hommes et 2 femmes). Les trois premiers athlètes aux résultats finaux généraux pour chaque genre (3 CNO différents) aux championnats du monde junior de patinage de vitesse sur piste courte 2011 sont autorisés à envoyer deux athlètes par sexe. La nation hôte est garantie d'avoir une place dans chaque épreuve. Enfin, les places restantes seront distribuées à partir de l'ordre de l'arrivée aux championnats du monde junior de patinage de vitesse sur piste courte jusqu'à ce que le quota maximum soit atteint avec la limite d'un athlète par CNO.

## Qualifié(e)s par pays
| CNO                | Hommes | Femmes | Total |
| ------------------ | ------ | ------ | ----- |
| Australie          |        | 1      | 1     |
| Autriche           | 1      | 1      | 2     |
| Chine              | 2      | 2      | 4     |
| Taipei chinois     | 1      | 1      | 2     |
| Corée du Sud       | 2      | 2      | 4     |
| États-Unis         | 1      | 1      | 2     |
| France             | 1      |        | 1     |
| Grande-Bretagne    | 2      |        | 2     |
| Hongrie            | 1      | 1      | 2     |
| Italie             | 1      | 2      | 3     |
| Japon              | 1      | 1      | 2     |
| Kazakhstan         |        | 1      | 1     |
| Pays-Bas           | 1      | 1      | 2     |
| République tchèque | 1      |        | 1     |
| Russie             | 1      | 1      | 2     |
| Ukraine            |        | 1      | 1     |
| Total athlètes     | 16     | 16     | 32    |
| Total CNO          | 15     | 14     | 17    |

## Résultats

### 500 mètres hommes
L'épreuve s'est déroulée le 19 janvier avec 16 concurrents.
| Rang                                | Nom               | Pays               | Finale             | Demi-finale           | Quart de finale      |
| ----------------------------------- | ----------------- | ------------------ | ------------------ | --------------------- | -------------------- |
| Médaille d'or, Jeux olympiques      | Yoon Su-min       | Corée du Sud       | 1 min 42 s 417 (A) | 1 min 42 s 468 (A/B2) | 1 min 43 s 310 (QF4) |
| Médaille d'argent, Jeux olympiques  | Lim Hyo-jun       | Corée du Sud       | 1 min 42 s 482 (A) | 1 min 42 s 911 (A/B1) | 1 min 44 s 291 (QF2) |
| Médaille de bronze, Jeux olympiques | Xu Hongzhi        | Chine              | 1 min 42 s 637 (A) | 1 min 42 s 832 (A/B1) | 1 min 43 s 022 (QF1) |
| 04                                  | Thomas Insuk Hong | États-Unis         | 1 min 42 s 782 (A) | 1 min 43 s 187 (A/B2) | 1 min 44 s 485 (QF3) |
| 05                                  | Kei Satō          | Japon              | 1 min 45 s 600 (B) | 1 min 43 s 000 (A/B1) | 1 min 43 s 173 (QF1) |
| 06                                  | Denis Aïrapetian  | Russie             | 1 min 45 s 902 (B) | 1 min 45 s 026 (A/B2) | 1 min 45 s 836 (QF4) |
| 07                                  | Josse Antonissen  | Pays-Bas           | 1 min 47 s 314 (B) | 1 min 00 s 507 (A/B1) | 1 min 48 s 738 (QF2) |
| 08                                  | Milan Grugni      | Italie             | 1 min 49 s 630 (B) | 1 min 46 s 685 (A/B1) | 1 min 05 s 394 (QF2) |
| (9)                                 | Lu Xiucheng       | Chine              | Pénalité (B)       | 1 min 20 s 806 (A/B2) | 1 min 44 s 504 (QF3) |
| 10                                  | Tamas Farkas      | Hongrie            | 1 min 46 s 035 (C) | 1 min 45 s 777 (C/D2) | 1 min 46 s 037 (QF4) |
| 11                                  | Yin-Cheng Chang   | Taipei chinois     | 1 min 46 s 412 (C) | 1 min 46 s 824 (C/D1) | 1 min 48 s 113 (QF3) |
| 12                                  | Dominic Andermann | Autriche           | 1 min 50 s 729 (C) | 1 min 47 s 751 (C/D1) | 1 min 48 s 312 (QF4) |
| 13                                  | Aydin Djemal      | Grande-Bretagne    | 1 min 02 s 356 (C) | 1 min 45 s 721 (C/D2) | 1 min 45 s 556 (QF3) |
| (14)                                | Michal Prokop     | République tchèque | 1 min 00 s 000 (D) | 1 min 48 s 148 (C/D2) | 1 min 03 s 050 (QF1) |
| (15)                                | Jack Burrows      | Grande-Bretagne    |                    | Pénalité (C/D1)       | 1 min 45 s 491 (QF1) |
| (16)                                | Yoann Martinez    | France             |                    |                       | Pénalité (QF2)       |

### 1 000 mètres hommes
L'épreuve s'est déroulée le 18 janvier avec 16 concurrents.
| Rang                                | Nom               | Pays               | Finale             | Demi-finale            | Quart de finale       |
| ----------------------------------- | ----------------- | ------------------ | ------------------ | ---------------------- | --------------------- |
| Médaille d'or, Jeux olympiques      | Lim Hyo-jun       | Corée du Sud       | 1 min 29 s 284 (A) | 1 min 29 s 442 (A/B1)  | 1 min 32 s 445 (QF3)  |
| Médaille d'argent, Jeux olympiques  | Yoon Su-min       | Corée du Sud       | 1 min 29 s 428 (A) | 1 min 31 s 239 (A/B2)  | 1 min 31 s 887 (QF4)  |
| Médaille de bronze, Jeux olympiques | Xu Hongzhi        | Chine              | 1 min 29 s 576 (A) | 1 min 31 s 377 (A/B2)  | 1 min 34 s 610 (QF2)  |
| 04                                  | Kei Saito         | Japon              | 1 min 30 s 142 (A) | 1 min 29 s 689 (A/B1)  | 1 min 30 s 502 (QF1)  |
| 05                                  | Milan Grugni      | Italie             | 1 min 40 s 766 (B) | 1 min 33 s 183 (A/B2)  | 1 min 33 s 540 (QF4)  |
| 06                                  | Yoann Martinez    | France             | 1 min 40 s 840 (B) | 1 min 32 s 564 (A/B2)  | 1 min 33 s 762 (QF3)  |
| 07                                  | Jack Burrows      | Grande-Bretagne    | 1 min 41 s 172 (B) | 1 min 33 s 700 (A/B1)  | 1 min 34 s 981 (QF2)  |
| (8)                                 | Thomas Insuk Hong | États-Unis         |                    | N'a pas terminé (A/B1) | 1 min 30 s 615 (QF1)  |
| 09                                  | Lu Xiucheng       | Chine              | 1 min 32 s 369 (C) | 1 min 32 s 822 (C/D2)  | 1 min 30 s 764 (QF1)  |
| 10                                  | Aydin Djemal      | Grande-Bretagne    | 1 min 33 s 689 (C) | 1 min 37 s 035 (C/D1)  | 1 min 33 s 582 (QF4)  |
| 11                                  | Yin-Cheng Chang   | Taipei chinois     | 1 min 59 s 205 (C) | 1 min 37 s 806 (C/D1)  | 1 min 53 s 640 (QF2)  |
| 12                                  | Tamas Farkas      | Hongrie            | 1 min 34 s 395 (D) | 1 min 55 s 852 (C/D2)  | 1 min 33 s 101 (QF1)  |
| 13                                  | Michal Prokop     | République tchèque | 1 min 36 s 324 (D) | 1 min 38 s 044 (C/D1)  | 1 min 36 s 489 (QF3)  |
| 14                                  | Dominic Andermann | Autriche           | 1 min 39 s 097 (D) | 1 min 38 s 822 (C/D1)  | 1 min 39 s 869 (QF4)  |
| (15)                                | Denis Aïrapetian  | Russie             | Pénalité (C)       | 1 min 33 s 689 (C/D2)  | 1 min 47 s 810 (QF2)  |
| (16)                                | Josse Antonissen  | Pays-Bas           |                    |                        | N'a pas terminé (QF3) |

### 500 mètres femmes
L'épreuve s'est déroulée le 19 janvier avec 16 concurrentes.
| Rang                                | Nom                | Pays           | Finale       | Demi-finale           | Quart de finale      |
| ----------------------------------- | ------------------ | -------------- | ------------ | --------------------- | -------------------- |
| Médaille d'or, Jeux olympiques      | Shim Suk-hee       | Corée du Sud   | 44 s 122 (A) | 1 min 44 s 444 (A/B1) | 1 min 44 s 929 (QF1) |
| Médaille d'argent, Jeux olympiques  | Xu Ali             | Chine          | 44 s 593 (A) | 1 min 45 s 673 (A/B2) | 1 min 45 s 416 (QF4) |
| Médaille de bronze, Jeux olympiques | Nicole Martinelli  | Italie         | 46 s 594 (A) | 1 min 46 s 679 (A/B2) | 1 min 46 s 390 (QF4) |
| 04                                  | Sarah Warren       | États-Unis     | 48 s 273 (B) | 1 min 47 s 033 (A/B2) | 1 min 48 s 241 (QF3) |
| 05                                  | Sumire Kikuchi     | Japon          | 48 s 337 (B) | 1 min 46 s 200 (A/B1) | 1 min 53 s 823 (QF3) |
| 06                                  | Aafke Soet         | Pays-Bas       | 48 s 362 (B) | 1 min 46 s 980 (A/B2) | 1 min 47 s 770 (QF2) |
| 07                                  | Mariya Dolgopolova | Ukraine        | 50 s 545 (B) | 1 min 16 s 375 (A/B1) | 1 min 49 s 624 (QF3) |
| (8)                                 | Qu Chunyu          | Chine          | Pénalité (A) | 1 min 45 s 624 (A/B1) | 1 min 46 s 378 (QF2) |
| (9)                                 | Anna Gamorina      | Russie         | Pénalité (B) | 1 min 07 s 177 (A/B1) | 1 min 46 s 382 (QF1) |
| 10                                  | Park Jung-hyun     | Corée du Sud   | 46 s 339 (C) | 1 min 46 s 948 (C/D2) | 1 min 00 s 289 (QF3) |
| 11                                  | Dariya Goncharova  | Kazakhstan     | 46 s 802 (C) | 1 min 48 s 300 (C/D1) | 1 min 46 s 452 (QF1) |
| 12                                  | Timea Toth         | Hongrie        | 48 s 743 (C) | 1 min 48 s 725 (C/D2) | 1 min 48 s 502 (QF4) |
| 13                                  | Yu-Tzu Lin         | Taipei chinois | 49 s 492 (C) | 1 min 48 s 598 (C/D1) | 1 min 49 s 423 (QF1) |
| 14                                  | Elisabeth Witt     | Allemagne      | 49 s 799 (D) | 1 min 49 s 737 (C/D2) | 1 min 49 s 788 (QF2) |
| 15                                  | Melanie Brantner   | Autriche       | 51 s 150 (D) | 1 min 51 s 375 (C/D1) | 1 min 53 s 635 (QF4) |
| (16)                                | Arianna Sighel     | Italie         |              |                       | Pénalité (QF2)       |

### 1 000 mètres femmes
L'épreuve s'est déroulée le 18 janvier avec 16 concurrentes.
| Rang                                | Nom                | Pays           | Finale             | Demi-finale           | Quart de finale        |
| ----------------------------------- | ------------------ | -------------- | ------------------ | --------------------- | ---------------------- |
| Médaille d'or, Jeux olympiques      | Shim Suk-hee       | Corée du Sud   | 1 min 31 s 661 (A) | 1 min 34 s 809 (A/B1) | 1 min 37 s 066 (QF1)   |
| Médaille d'argent, Jeux olympiques  | Xu Ali             | Chine          | 1 min 33 s 351 (A) | 1 min 35 s 362 (A/B1) | 1 min 36 s 614 (QF4)   |
| Médaille de bronze, Jeux olympiques | Sumire Kikuchi     | Japon          | 1 min 34 s 254 (A) | 1 min 35 s 301 (A/B2) | 1 min 36 s 670 (QF4)   |
| 04                                  | Nicole Martinelli  | Italie         | 1 min 47 s 451 (B) | 1 min 36 s 620 (A/B2) | 1 min 39 s 809 (QF3)   |
| 05                                  | Arianna Sighel     | Italie         | 2 min 13 s 756 (B) | 1 min 37 s 609 (A/B1) | 1 min 38 s 102 (QF2)   |
| (6)                                 | Dariya Goncharova  | Kazakhstan     | Pénalité (B)       | 1 min 36 s 487 (A/B1) | 1 min 37 s 822 (QF1)   |
| (7)                                 | Qu Chunyu          | Chine          |                    | Pénalité (A/B2)       | 1 min 39 s 607 (QF3)   |
| 08                                  | Anna Gamorina      | Russie         | 1 min 38 s 042 (C) | 1 min 44 s 645 (C/D2) | 1 min 50 s 594 (QF1)   |
| 09                                  | Yu-Tzu Lin         | Taipei chinois | 1 min 39 s 185 (C) | 1 min 39 s 539 (C/D1) | 1 min 39 s 749 (QF4)   |
| 10                                  | Elisabeth Witt     | Allemagne      | 1 min 40 s 980 (C) | 1 min 39 s 667 (C/D1) | 1 min 42 s 928 (QF3)   |
| 11                                  | Sarah Warren       | États-Unis     | 1 min 50 s 026 (C) | 1 min 45 s 006 (C/D2) | 1 min 40 s 397 (QF4)   |
| 12                                  | Aafke Soet         | Pays-Bas       | 1 min 40 s 885 (D) | 1 min 45 s 165 (C/D2) | 1 min 38 s 302 (QF2)   |
| 13                                  | Melanie Brantner   | Autriche       | 1 min 46 s 885 (D) | 1 min 47 s 437 (C/D1) | 1 min 46 s 275 (QF2)   |
| (14)                                | Timea Toth         | Hongrie        |                    |                       | N'a pas terminée (QF3) |
| (14)                                | Mariya Dolgopolova | Ukraine        |                    |                       | N'a pas terminée (QF1) |
|                                     | Park Jung-hyun     | Corée du Sud   | Carton jaune (A)   | 1 min 33 s 823 (A/B2) | 1 min 36 s 331 (QF2)   |

### Relais mixte par CNO
L'épreuve s'est déroulée le 21 janvier avec 8 équipes, composées de deux femmes et deux hommes de différentes nations, qui ont été réparties équitablement à partir des résultats du 500 et de 1 000 mètres.
| Rang                                | Équipe / Membres                                                                                                   | Finale             | Demi-finale          |
| ----------------------------------- | --- | ------------------ | -------------------- |
| Médaille d'or, Jeux olympiques      | Équipe B Corée du Sud Park Jung-hyun Chine Lu Xiucheng Chine Xu Aili Grande-Bretagne Jack Burrows                  | 4 min 21 s 713 (A) | 4 min 21 s 656 (QF2) |
| Médaille d'argent, Jeux olympiques  | Équipe F Chine Qu Chunyu Chine Xu Hongzhi Ukraine Mariya Dolgopolova Grande-Bretagne Aydin Djemal                  | 4 min 24 s 665 (A) | 4 min 21 s 227 (QF1) |
| Médaille de bronze, Jeux olympiques | Équipe A Corée du Sud Shim Suk-hee France Yoann Martinez Autriche Melanie Brantner Russie Denis Aïrapetian         | 4 min 26 s 352 (A) | 4 min 21 s 668 (QF1) |
| 4                                   | Équipe D Allemagne Elisabeth Witt États-Unis Thomas Insuk Hong Japon Sumire Kikuchi Taipei chinois Yin-Cheng Chang | 4 min 24 s 360 (B) | 4 min 23 s 141 (QF1) |
| 5                                   | Équipe C Italie Nicole Martinelli Italie Milan Grugni Hongrie Timea Toth Hongrie Tamas Farkas                      | 4 min 29 s 686 (B) | 4 min 28 s 026 (QF2) |
| 6                                   | Équipe E États-Unis Sarah Warren Japon Kei Satō Taipei chinois Yu-Tzu Lin Pays-Bas Josse Antonissen                | 4 min 30 s 383 (B) | 4 min 36 s 208 (QF2) |
| (7)                                 | Équipe H Russie Anna Gamorina Corée du Sud Lim Hyo-jun Pays-Bas Aafke Soet République tchèque Michal Prokop        | Pénalité (A)       | 4 min 26 s 027 (QF2) |
| (8)                                 | Équipe G Kazakhstan Dariya Goncharova Corée du Sud Yoon Su-min Italie Arianna Sighel Autriche Dominic Andermann    | Pénalité (B)       | 4 min 22 s 356 (QF1) |